# Alejandro Micco
Alejandro Javier Micco Aguayo (Concepción, 4 de enero de 1968) es un economista, académico, investigador y consultor chileno. Fue subsecretario de Hacienda en el segundo gobierno de Michelle Bachelet.

## Familia y estudios
Es hijo del médico cirujano Sergio Micco Garay y de la enfermera Eva Aguayo Yáñez. Es hermano del abogado Sergio Micco, ex-director del INDH.
Está casado desde 1996 con Ximena André Clark Núñez, quien fuera directora nacional del Instituto Nacional de Estadísticas (INE), entre 2014 y 2018.
Se tituló de ingeniero civil industrial en 1993, y cursó un máster en ciencias de la ingeniería en la Universidad de Chile, egresando en 1995. Posteriormente obtuvo un máster en economía de la Universidad de Harvard, de la que egresó en 1998, y un doctorado en economía de la misma universidad, en el 2000.

## Carrera profesional
Entre 1994 y 1996, fue profesor adjunto del Departamento de Ingeniería Industrial de la Universidad de Chile, además de asesor del Ministerio de Hacienda. Posteriormente, entre los años 2001 y 2005, se desempeñó como economista en el departamento de investigación del Banco Interamericano de Desarrollo en Washington D. C..
Durante su regreso a Chile, trabajó entre los años 2005 y 2006 como Economista Senior del Banco Central de Chile, especializándose en el análisis del entorno macroeconómico y financiero nacional e internacional.
En 2006 se desempeñó en el Ministerio de Hacienda como Asesor Senior, participando en la tramitación de importantes proyectos de ley tales como: la reforma previsional, la reforma a la tributación de renta fija y en la creación del impuesto negativo a la contratación de trabajadores jóvenes de bajos recursos, entre otros. También participó en la elaboración de los planes económicos para enfrentar la crisis financiera internacional del 2008.
Durante 2009 y 2010, ejerció como Coordinador de Asesores y de Mercado de Capitales en el Ministerio de Hacienda, involucrándose en la elaboración y tramitación de proyectos en el Área Financiera (reforma a la regulación prudencial de las AFPs, de los fondos mutuos); laboral (seguro de cesantía, subsidio a la contratación) y de estímulo fiscal  (estímulo al crédito, emisión de bonos) y la negociación de los acuerdos con organizaciones gremiales y sindicales (Acuerdo Nacional por el Empleo, acuerdo para la elaboración del seguro de cesantía y subsidio al empleo, salario mínimo).

## Carrera académica
Es coautor de varios libros y ha publicado en diversas revistas internacionales como Journal of Banking & Finance, The World Bank Economic Review, Journal of International Economics, Journal of Policy Reform y Economics Letters. Sus investigaciones han sido utilizadas en debates de política económica tanto en Latinoamérica como en Europa.[cita requerida] Es también uno de los economistas chilenos más citados del mundo por sus publicaciones, según el ranking RePEc (Research Papers in Economics) de IDEAS, uno de los listados más utilizados para intentar predecir los Premios en Ciencias Económicas en memoria de Alfred Nobel.
Además, se ha desempeñado como director académico del magíster en análisis económico e investigador del Centro de Microdatos de la Facultad de Economía y Negocios de la Universidad de Chile y consultor para organismos internacionales como el Banco Interamericano de Desarrollo (BID), la Organización para la Cooperación y el Desarrollo Económico (OCDE) y la Corporación de Estudios para Latinoamérica (CIEPLAN).

## Carrera política
Es militante del Partido Demócrata Cristiano (PDC), y durante el año 1992 fue además electo presidente del Centro de Estudiantes de Ingeniería Civil Industrial de la Universidad de Chile.
En enero de 2014 fue designado subsecretario de Hacienda del segundo gobierno de Michelle Bachelet, cargo que asumió el 11 de marzo de 2014 y renunció el 31 de agosto de 2017.